# Drewry-Eisstrom
Der Drewry-Eisstrom ist ein Eisstrom im westantarktischen Ellsworthland. Er fließt aus dem Gebiet zwischen den Behrendt Mountains und Mount Hassage in südwestlicher Richtung zum Evans-Eisstrom.
Das Advisory Committee on Antarctic Names benannte ihn 2005 nach dem britischen Glaziologen und Geophysiker David John Drewry (* 1947), von 1984 bis 1987 Direktor des Scott Polar Research Institute und von 1987 bis 1994 Leiter des British Antarctic Survey.